# Haplophaedia assimilis
A Haplophaedia assimilis  a madarak osztályának sarlósfecske-alakúak (Apodiformes) rendjébe és a kolibrifélék (Trochilidae) családjába tartozó faj.

## Rendszerezése
A fajt Daniel Giraud Elliot amerikai ornitológus írta le 1876-ban, az Eriocnemis nembe Eriocnemis assimilis néven.

## Alfajai
- Haplophaedia assimilis affinis (Taczanowski, 1884)
- Haplophaedia assimilis assimilis (Elliot, 1876)[2]

## Előfordulása
Dél-Amerikában, az Andokban, Bolívia és Peru területén honos. Természetes élőhelyei a szubtrópusi és trópusi hegyi esőerdők.

## Megjelenése
Testhossza 10 centiméter.

## Természetvédelmi helyzete
Az elterjedési területe nagyon nagy, egyedszáma ugyan csökken, de nem éri el a kritikus szintet. A Természetvédelmi Világszövetség Vörös listáján nem fenyegetett fajként szerepel.